# Покровская (Ленинградская область)
Покро́вская — деревня в Гатчинском муниципальном округе Ленинградской области.

## История
На карте Санкт-Петербургской губернии Я. Ф. Шмидта 1770 года упоминается как село Покровское.
На «Топографической карте окрестностей Санкт-Петербурга» Военно-топографического депо Главного штаба 1817 года — как слобода Покровская.
Деревня Покровская из 115 дворов обозначена на «Топографической карте окрестностей Санкт-Петербурга» Ф. Ф. Шуберта 1831 года.

ПОКРОВСКАЯ — деревня принадлежит Самойловой, графине, число жителей по ревизии: 320 м. п., 325 ж. п. (1838 год)

Согласно карте Ф. Ф. Шуберта 1844 года деревня Покровская насчитывала 76 дворов.

ПОКРОВСКАЯ — слобода Царскославянского удельного имения, по просёлочной дороге, число дворов — 96, число душ — 330 м. п. (1856 год)

Согласно «Топографической карте частей Санкт-Петербургской и Выборгской губерний» в 1860 году Покровская насчитывала 102 крестьянских двора.

ПОКРОВСКАЯ — слобода удельная при речке Славянке прудах и колодцах, число дворов — 102, число жителей: 348 м. п., 364 ж. п.; Покровский сельский приказ. Госпиталь. (1862 год)

В 1879 году слобода Покровская насчитывала 97 дворов.

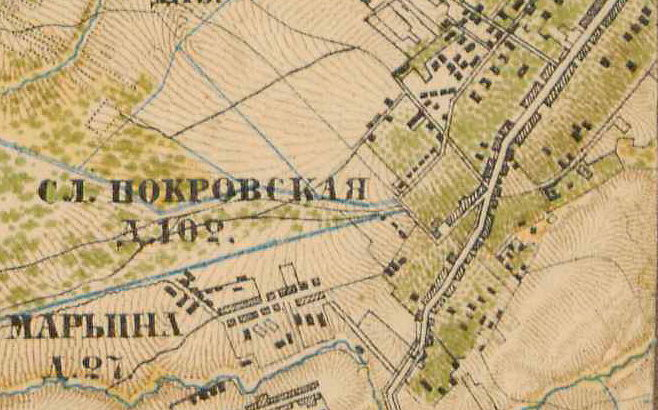
План Покровской слободы. 1885 год

В 1885 году, согласно карте окрестностей Петербурга, Покровская слобода насчитывала 102 двора. Сборник же Центрального статистического комитета описывал её так:

ПОКРОВСКАЯ (МАЛАЯ ГРАФСКАЯ, ЦАРСКАЯ СЛАВЯНКА) — слобода бывшая удельная при реке Славянке, дворов — 122, жителей — 581; волостное правление (до уездного города 10 вёрст), лавка, постоялый двор. (1885 год).

Согласно материалам по статистике народного хозяйства Царскосельского уезда 1888 года имение при слободе Покровская площадью 6 десятин принадлежало мещанину И. Е. Карузину, оно было приобретено двумя частями в 1875—1876 годах за 4000 рублей.
В конце XIX — начале XX века слобода административно относилась к Покровской волости 1-го стана Царскосельского уезда Санкт-Петербургской губернии.
К 1913 году количество дворов увеличилось до 150.
С 1917 по 1919 год село Покровское входило в состав Покровского сельсовета Покровской волости Детскосельского уезда.
С 1919 года в составе Вениокско-Покровской волости.
С 1923 года в составе Покровского сельсовета Слуцкой волости Гатчинского уезда.
Согласно данным переписи населения СССР 1926 года в слободе Покровская Покровского сельсовета Слуцкой волости Троцкого уезда проживали 1023 человека, русские, финны и эстонцы.
С 1927 года в составе Детскосельской волости, а затем Детскосельского района.
По данным 1933 года село Покровское являлось административным центром Покровского сельсовета Красногвардейского района, в который входили 7 населённых пунктов: деревни Гамбово, Геркелево, Гукколово, Марьино, Парицы, село Покровское и выселок Красная Славянка, общей численностью населения 1806 человек.
По данным 1936 года в состав Покровского сельсовета входили 6 населённых пунктов, 417 хозяйств и 5 колхозов. Административным центром сельсовета была деревня Покровская.

План деревни Покровская. 1939 год

С 1939 года в составе Покровского сельсовета Слуцкого района. Согласно топографической карте 1939 года село насчитывало 205 дворов, в селе находились сельсовет и почтовое отделение.
В 1940 году население села Покровское составляло 1377 человек.
С 1941 по 1943 год на окраине деревни Покровская располагалась «Голубая дивизия» — 250-я пехотная дивизия испанских войск, со штабом во дворце графини Ю. П. Самойловой.
Деревня была освобождена от немецко-фашистских оккупантов 24 января 1944 года.
С 1953 года в составе Гатчинского района.
В 1958 году население деревни Покровское составляло 1079 человек.
С 1959 года в составе Антелевского сельсовета.
По данным 1966, 1973 и 1990 годов деревня Покровская также входила в состав Антелевского сельсовета.
В 1997 году в деревне проживали 487 человек, в 2002 году — 539 человек (русские — 83%), в 2007 году — 461.

## География
Деревня расположена в северо-восточной части района на автодороге 41К-010 (Красное Село — Гатчина — Павловск).
Расстояние до административного центра поселения, деревни Пудомяги — 6 км.
Расстояние до ближайшей железнодорожной станции Антропшино — 3,5 км.
Находится на границе с Пушкинским районом Санкт-Петербурга.

## Демография
| 2007 | 2010 | 2017 |
| ---- | ---- | ---- |
| 461  | ↗658 | ↘586 |

### Национальный состав
Согласно данным Всероссийской переписи населения 2021 года в деревне проживали 1239 человек, из них:
 русские — 985, украинцы — 29, белорусы — 14, татары — 10, азербайджанцы — 5, армяне — 5, удмурты — 5, узбеки — 5, финны — 2, абхазы — 1, якуты — 1, другие национальности — 11 человек, остальные национальность не указали.

## Транспорт
| №     | Конечная остановка 1          | Конечная остановка 2 | Примечания |
| ----- | ----------------------------- | -------------------- | --- |
| 527   | Гатчина, Варшавский вокзал    | Станция Кобралово    | Маршрут Гатчинского района Ленинградской области |
| 529   | Гатчина, Варшавский вокзал    | Павловск, вокзал     | Маршрут Гатчинского района Ленинградской области |
| 545   | Пушкин, Железнодорожная улица | Коммунар             | Социальный автобусный маршрут города Санкт-Петербурга. Оплата наличными не принимается, возможна активация отложенного пополнения карты «Подорожник» |
| к-545 | Лукаши                        | Московская           | Маршрут Гатчинского района Ленинградской области |

## Улицы
Александровская, Апрельский переулок, Артековская, Владимирская, Волховская, Гамболовский проезд, Динамовский проезд, Земляничный переулок, Звёздная аллея, Знаменская, Конюшенный переулок, Кузбасская, Овражная, Парковая, Пойма реки Славянка, Покровская Горка, Рассветный переулок, Рождественская, Славянская, Славянский переулок, Счастливый переулок, Тупиковый переулок, Урожайная, Усадебная, Школьный переулок.